# Hannu Lintu
Hannu Lintu (* 13. Oktober 1967 in Rauma, Finnland) ist ein finnischer Dirigent.
Lintu studierte zunächst Klavier und Cello an der Sibelius-Akademie in Helsinki. Bei Atso Almila, Eri Klas, Jorma Panula und Myung-Whun Chung erhielt er seine Ausbildung zum Dirigenten.
Seit August 2013 ist er Chefdirigent des finnischen Radio-Sinfonieorchesters, seit 2022 auch der Finnischen Nationaloper. Zuvor hatte er leitende Positionen in Tampere, beim Helsingborger Symphonieorchester und in Turku inne. Lintu dirigierte bereits weltweit Orchester, unter anderem das Deutsche Symphonie-Orchester Berlin, das Cleveland Orchester und die Sinfonieorchester von Sydney und Melbourne. Bei Labels wie Ondine, Hyperion und Alba erschienen zahlreiche Aufnahmen unter seiner Leitung.